# Йохан VI фон Монфор-Тетнанг
Йохан VI фон Монфор-Тетнанг (на немски: Johann VI Graf von Montfort-Tettnang; * 1558; † 21 февруари 1619) е граф на Монфор-Тетнанг, в Пфанберг/Пегау (при Фронлайтен в Щирия), Васенбург и Лангенарген на Боденското езеро и губернатор (ландесхауптман) на Щирия (1586 – 1590).

## Произход
Той е от влиятелния и богат швабски род Монфор/Монтфорт, странична линия на пфалцграфовете на Тюбинген.
Син е на граф Якоб I фон Монфор-Пфанберг († 1572) и съпругата му Катарина Фугер фон Кирхберг-Вайсенхорн (1532 – 1585), дъщеря на Антон Фугер. Внук е на граф Георг III фон Монфор († 1544) и Катарцина/Катарина Ягелонка (1503 – 1548), дъщеря на крал Зигмунт I Стари (1467 – 1548) и Катарцина/Катарина Телницзанка († 1526).

## Фамилия
Йохан VI фон Монфор-Тетнанг се жени на 4 октомври 1587 г. в Аугсбург за графиня Сибила Фугер-Вайсенхорн (* 4 октомври 1572; † 14 април 1616), дъщеря на немския търговец Якоб III Фугер (1542 – 1598) и Анна Илзунг фон Тратцберг (1549 – 1601). Те имат децата:
- Йохан VII фон Монфор († 1623)
- Хуго XV фон Монфор-Тетнанг (* 1 април 1599; † 2 юли 1662), женен на 7 октомври 1618 г. във Волфег за графиня Йохана Евфросина фон Валдбург-Волфег (* 1 март 1596, Валдзее; † 9 септември 1651, Тетнаг)
- Хайнрих VI фон Монфор († 1641, Италия)
- Катарина фон Монфор, омъжена 1616 г. за фрайхер Йохан фон Бемелберг-Хоенбург, господар на Еролцхайм и Бисинген (* 1589)